# Texline
La ville de Texline est située dans le comté de Dallam, dans l’État du Texas, aux États-Unis. Sa population s’élevait à 507 habitants lors du recensement de 2010, estimée à 518 habitants en 2016.

## Géographie
La localité est située juste à la frontière avec le Nouveau-Mexique, d’où son nom (Texas line).

## Source
- (en) Cet article est partiellement ou en totalité issu de l’article de Wikipédia en anglais intitulé « Texline, Texas » (voir la liste des auteurs).